# Schloss Glossen

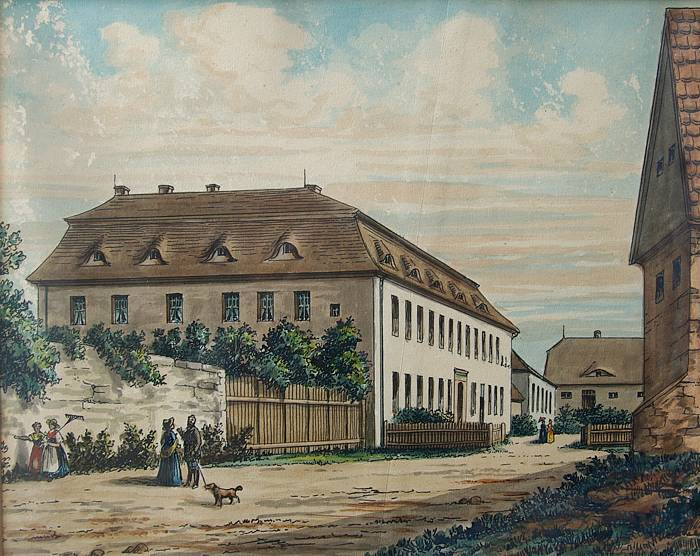
Schloss Glossen, um 1860

Schloss Glossen ist das Herrenhaus des Ritterguts im heutigen Ortsteil Glossen der sächsischen Stadt Löbau im Landkreis Görlitz. Das Herrenhaus entstand im 18. Jahrhundert.

## Baubeschreibung

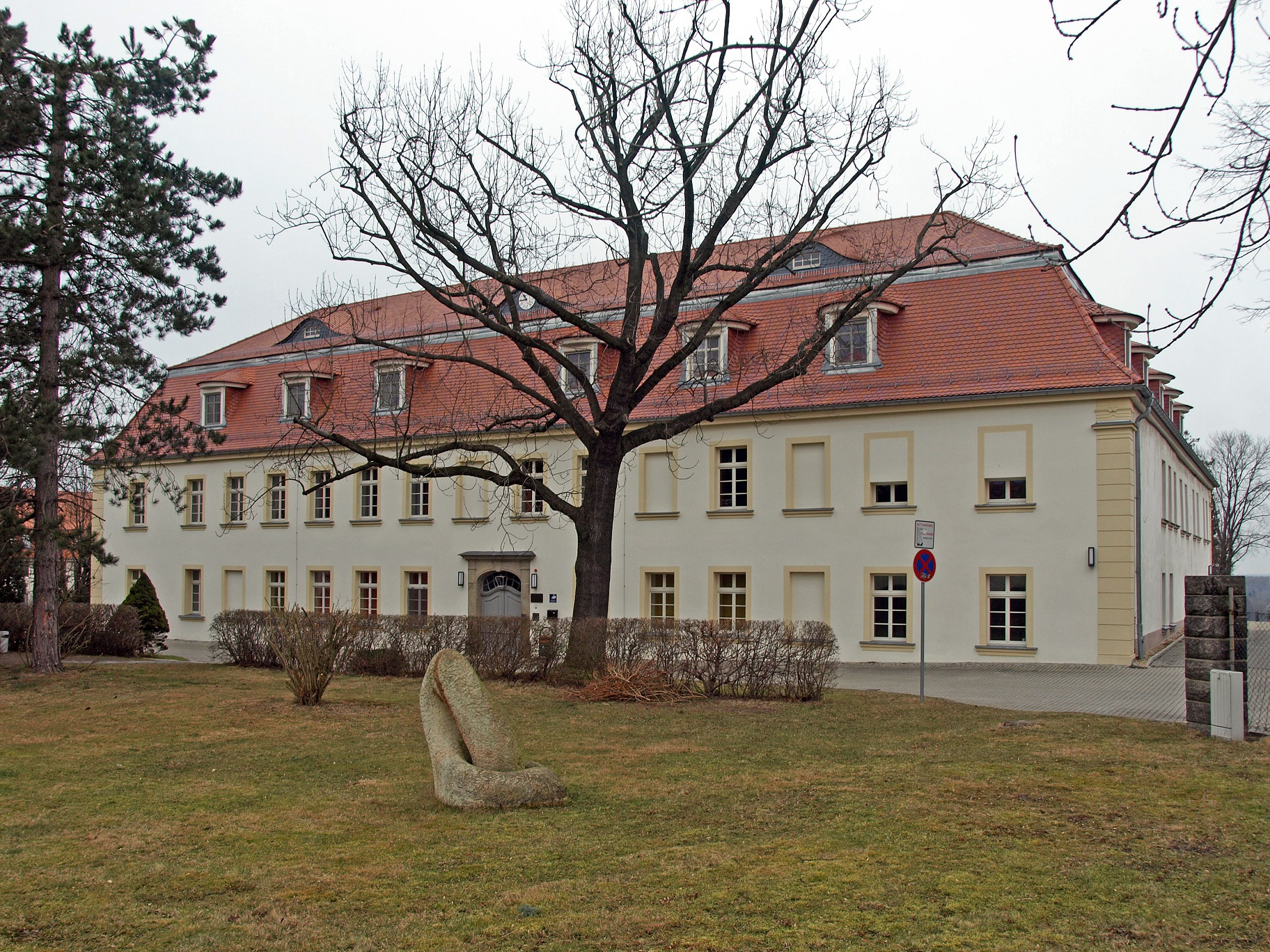
Schloss Glossen, 2015

Das Haus steht auf einer kleinen Anhöhe über dem Löbauer Wasser und ist als Dreiflügelanlage gestaltet. Das Äußere weist eine einfache barocke Fassadengestaltung auf. Über rechteckigem Grundriss erhebt sich ein zweigeschossiger Baukörper, der von einem Mansarddach mit kleinen Dachhäuschen bedeckt ist. Die Torgewände des Haupteingangs sind aus heimischem Granit gefertigt und umrahmen eine geschnitzte Eingangstür mit einem Oberlicht. Im Inneren weist eine Inschrift mit Monogramm und der Jahreszahl 1791 auf einen Umbau des Schlosses durch den Eigentümer Carl Adolph Siegfried von Gersdorff hin. An beiden Gebäudeflügeln befinden sich im 1. Obergeschoss Balkone mit Sandstein-Brüstungen.
Zur Anlage gehören auch verschiedene Neben- und Wirtschaftsgebäude, die im 19. Jahrhundert entstanden und früher als Stallungen, Scheunen und Lagerräume genutzt wurden. 1994 wurde neben dem alten Herrenhaus ein modernes Gebäude für die hier untergebrachte Rehabilitationsfachklinik errichtet.

## Geschichte

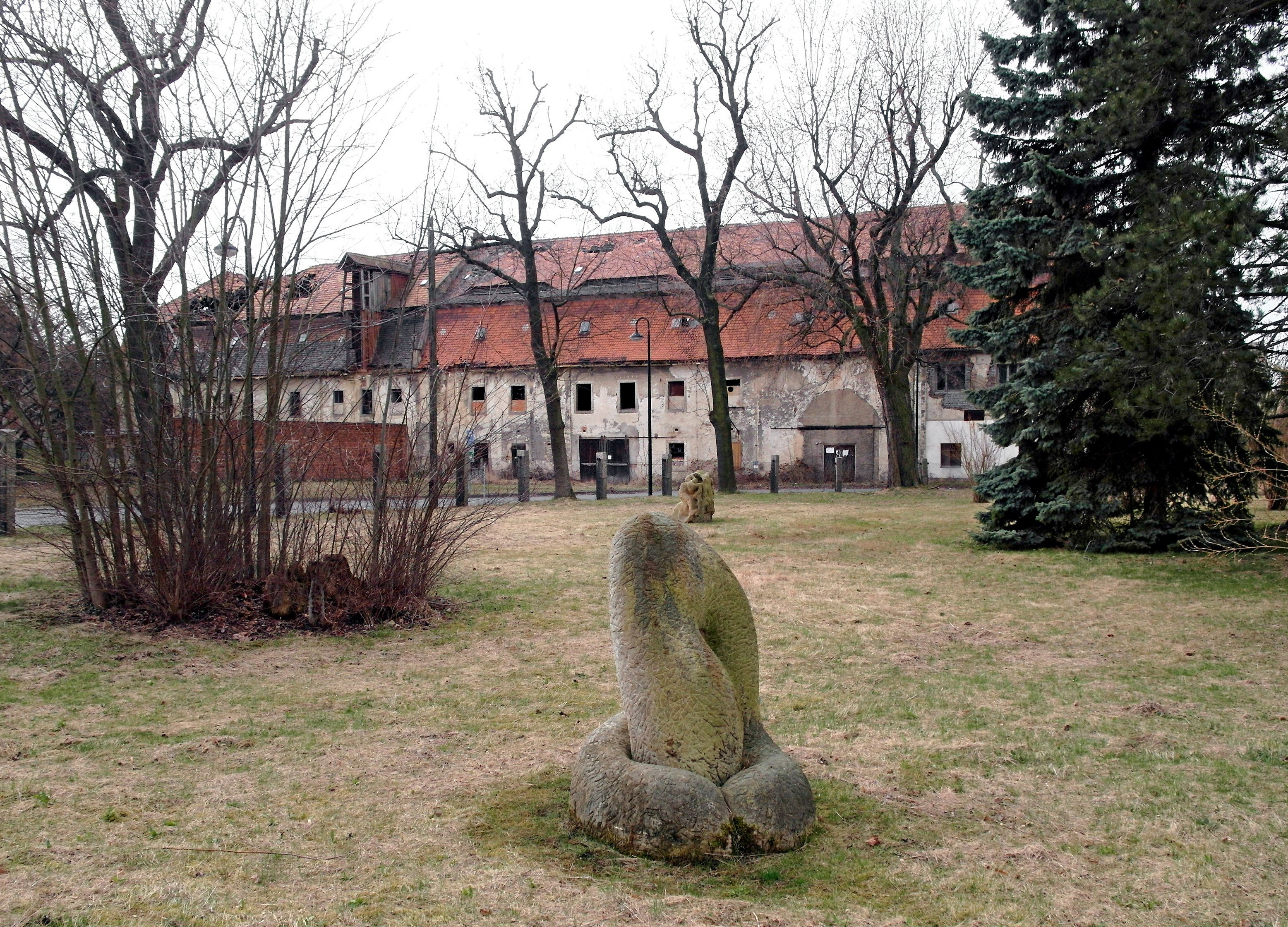
Rittergut Glossen, 2017

Glossen war bereits 1440 Sitz eines Herrenguts, das sich später zu einem Rittergut entwickelte. 1688 entstand für dieses ein barockes Herrenhaus, das sich im Besitz der Oberlausitzer Adelsfamilie von Gersdorff befand. Die genauen Umstände der Entstehung des Herrenhauses sind nicht eindeutig geklärt. Bauherr war vermutlich Christian Ludwig von Gersdorff. Nach seinem Tod 1723 übernahm sein Sohn Johann Adolph von Gersdorff die Grundherrschaft. In der ersten Hälfte des 18. Jahrhunderts wurde das Schloss bei einem Brand beschädigt, wenig später jedoch wieder hergestellt.
Mit dem Tod des kinderlosen Besitzers Carl Adolph Siegfried von Gersdorff kam das Rittergut durch Erbschaft an die Familie seiner Frau, die es 1827 an Johann Friedrich Schmaltz verkaufte. 1879 erwarb der Neugersdorfer Textilfabrikant Reinhold Hoffmann das Gut. Seine Tochter und Erbin Martha war mit Bernd Freiherr von Lüdinghausen genannt Wolff verheiratet. 1913/1914 ließ das Paar verschiedene Umbauten vornehmen, wodurch das Herrenhaus sein heutiges neobarockes Äußeres erhielt. Ihr ältester Sohn, Reinhold Freiherr von Lüdinghausen genannt Wolff, erbte es und wurde 1946 im Rahmen der Bodenreform enteignet.
Zunächst waren hier Wohnungen für Umsiedler untergebracht, bevor der neu gegründete Freie Deutsche Gewerkschaftsbund Schloss Glossen als Schulungsstätte übernahm. Anfang der 1960er Jahre wurde ein Kinderkurheim eingerichtet. 1992 gründeten die Nachkommen der früheren Besitzer von Lüdinghausen die Rittergut Glossen GmbH. Ab 1994 beherbergte Schloss Glossen eine Rehabilitationsklinik für Psychosomatik und Psychomotorik. Die Klinik gehörte zur Klinikum Oberlausitzer Bergland gGmbH und widmete sich der Behandlung psychosomatischer und psychomotorischer Störungen von Kindern und Jugendlichen. Im Sommer 2015 beschloss der Kreistag des Landkreises Görlitz die Einstellung der Betreibung der Reha-Klinik.